# Hồ Thủy Liêm

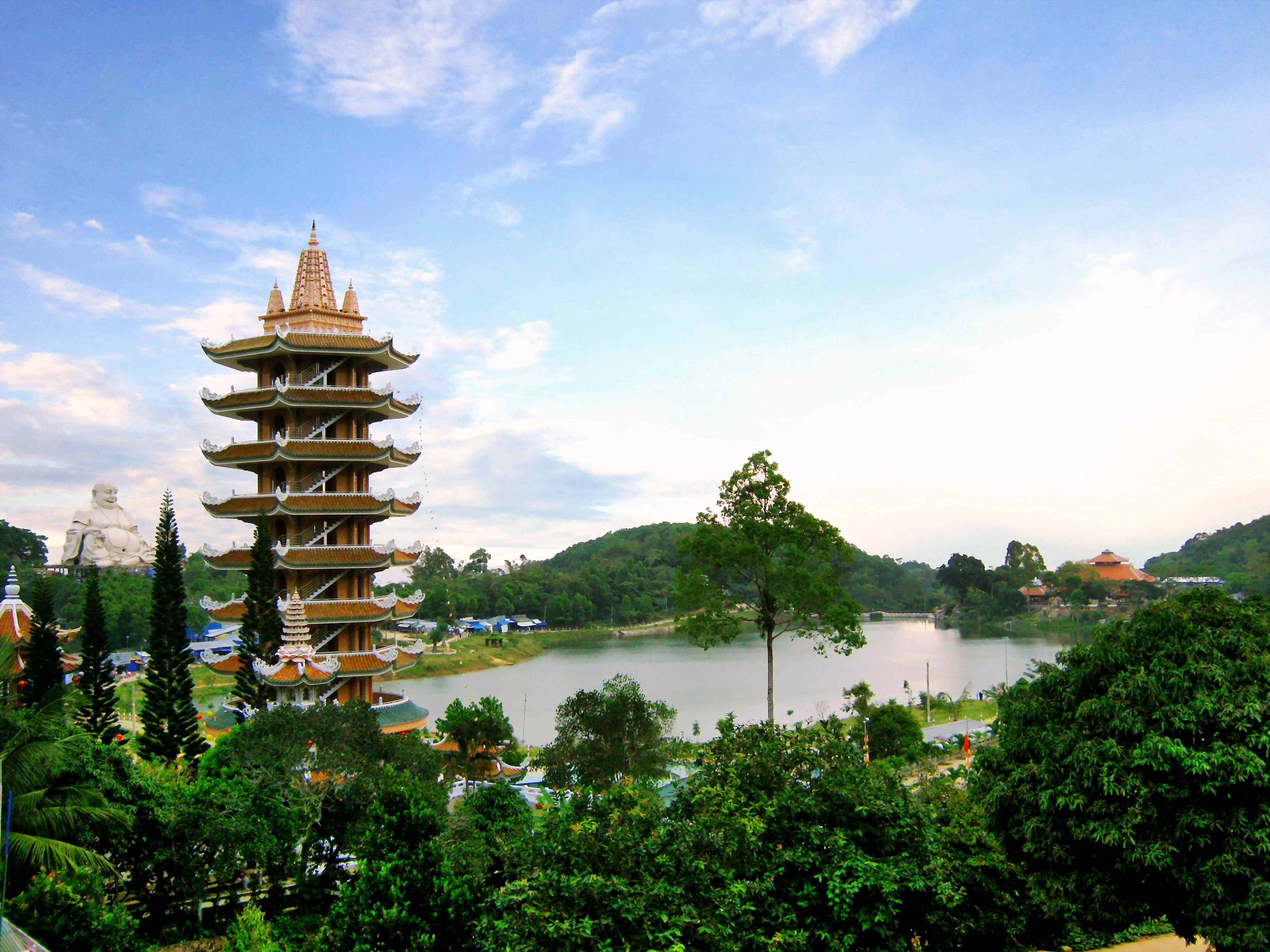
Từ trên đỉnh núi Cấm nhìn xuống khu vực hồ Thủy Liêm.

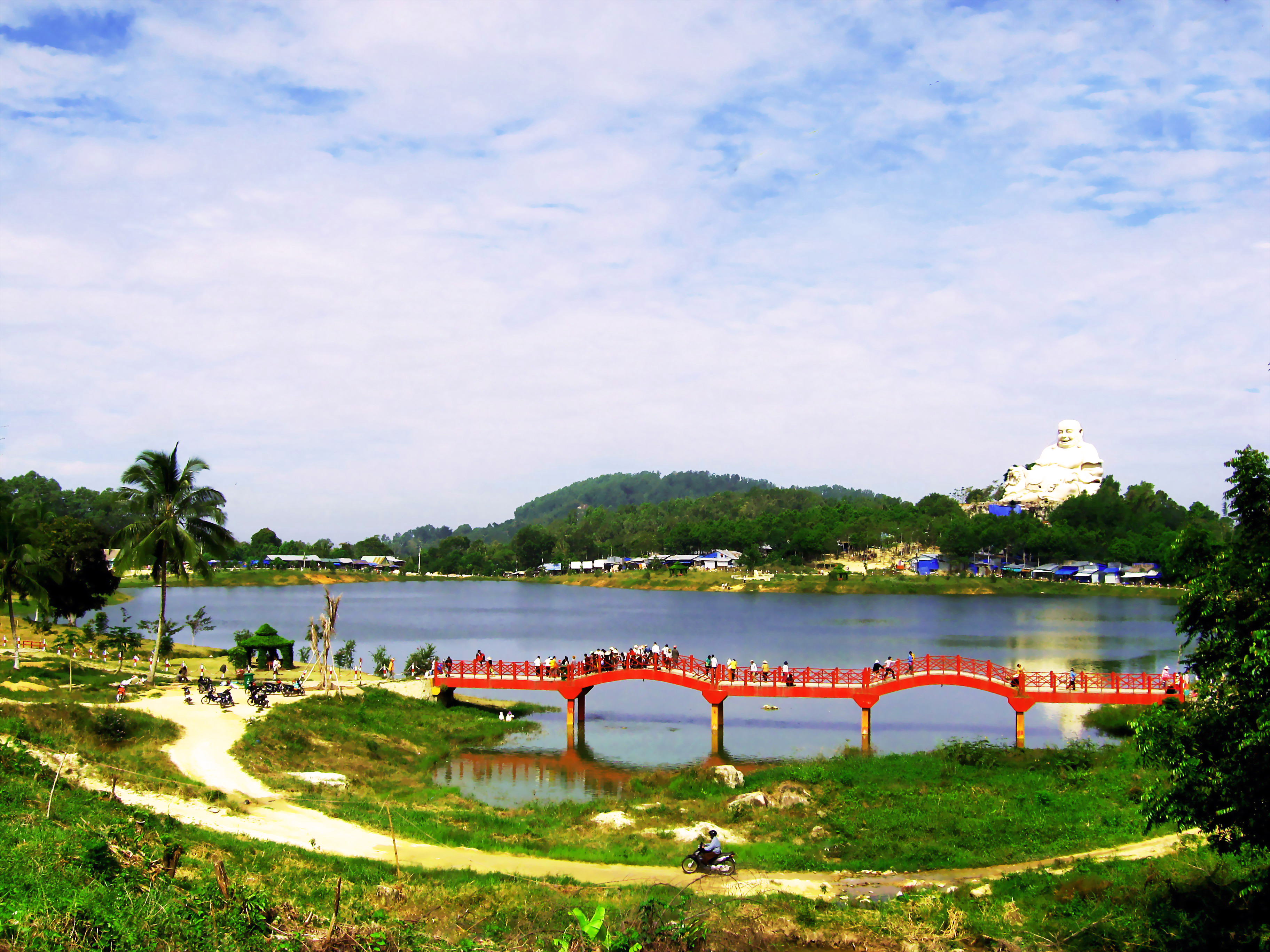
Hồ Thủy Liêm

## Giới thiệu
Hồ Thủy Liêm ở trước chùa Phật Lớn và chùa Vạn Linh trên đỉnh núi Cấm (An Giang, Việt Nam), được khởi công xây dựng vào 2 tháng 3 năm 2005 và hoàn thành vào 5 tháng 10 năm 2008. Hồ có diện tích 60.000 mét vuông mặt nước, có sức chức 300.000 mét khối nước, đường dạo quanh hồ là 1.000 mét, với kinh phí xây dựng trên 8 tỷ đồng .
Ngày trước, hồ Thủy Liêm là hồ cạn, vào mùa mưa thì đầy nước, nhưng đến mùa khô thì hồ khô trơ đáy. Do dưới lòng đất của hồ toàn là đất đỏ bazan. Các nhà khoa học phỏng đoán nơi đây có thể là miệng núi lửa. 
Hiện tại, nước trong hồ được người dân dùng để sinh hoạt và phòng cháy chữa cháy rừng mùa khô. Ngoài ra, xung quanh hồ còn được Công ty Cổ phần Phát triển du lịch An Giang trồng hoa và bắc cầu tạo cảnh quan. Do nhu cầu tâm linh, hồ Thủy Liêm ngày nay đã trở thành một địa điểm thả cá phóng sinh lý tưởng của du khách xa gần. Từ nguồn thức ăn của khách thập phương, đàn cá dưới hồ lớn nhanh như thổi, bình quân mỗi con nặng trên 2 kg, đặc biệt có con cá chép nặng đến 5–6 kg....